# Estadi Gelora Bung Karno
L'Estadi Gelora Bung Karno o Estadi GBK (indonesi: Stadion Utama Gelora Bung Karno; literalment "Principal Estadi Esportiu Bung Karno"), anteriorment Estadi Senayan i Estadi Gelora Senayan, és un estadi esportiu de la ciutat de Jakarta, a Indonèsia.
Va ser inaugurat el 21 de juliol de 1962 amb motiu dels Jocs Asiàtics del mateix any. Tenia una capacitat per a 110.000 espectadors, posteriorment reduïda a 88.306 el 2006 i a 77.193 l'any 2018.
En l'estadi disputen els seus partits la selecció d'Indonèsia i el club Persija Jakarta.
Va ser seu dels Jocs del Sud-est Asiàtic de 1979, 1987, 1997 i 2011; del Campionat de l'AFF de 2002, 2004, 2008, 2010 i 2018; i de la Copa d'Àsia de futbol de 2007.

## Galeria

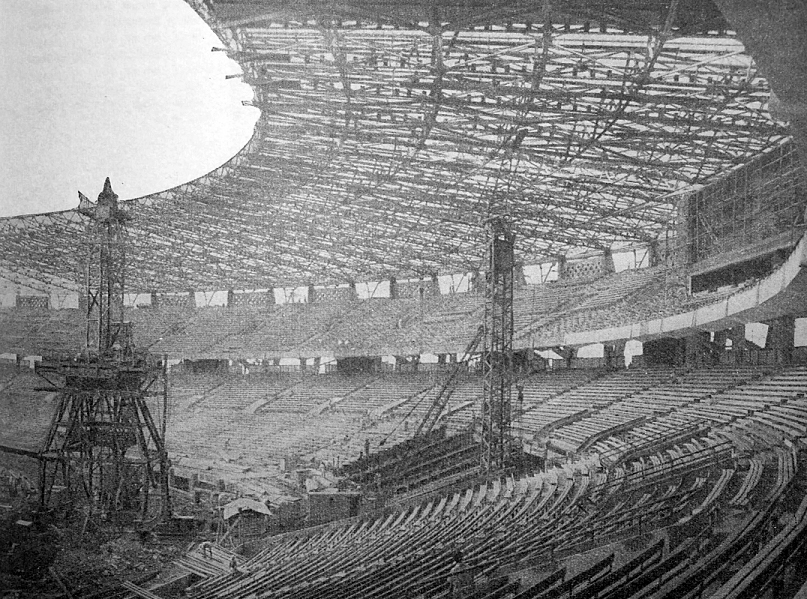
L'estadi en construcció, abril de 1962
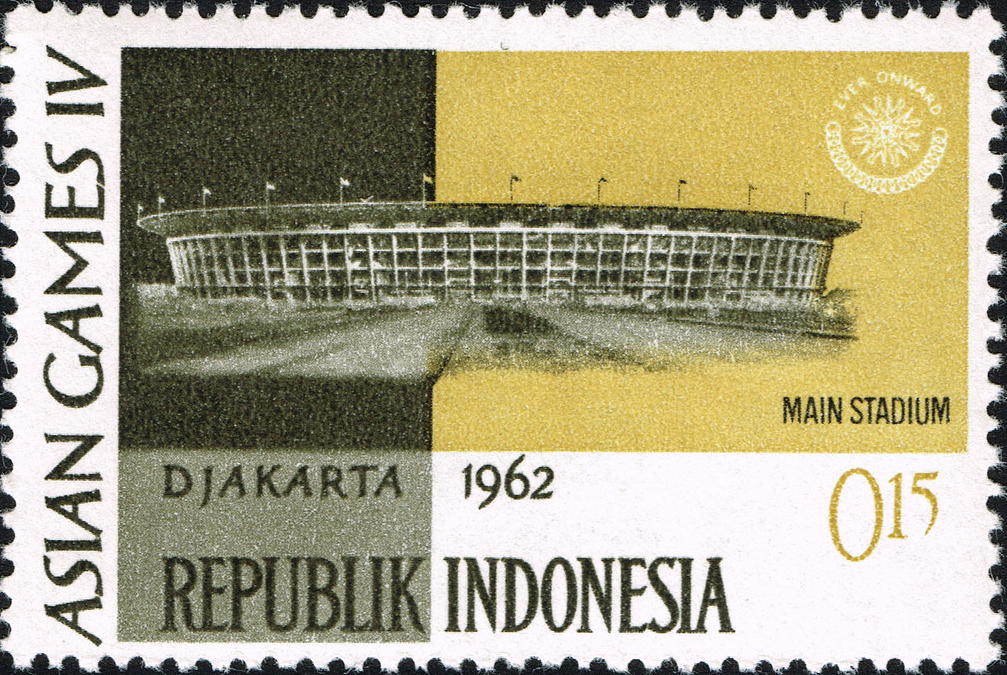
L'estadi en un segell commemoratiu dels Jocs Asiàtics de 1962.
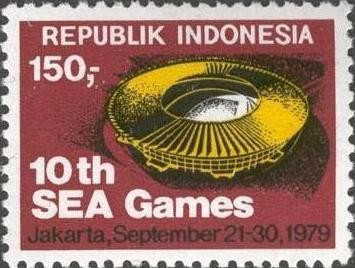
L'estadi en un segell commemoratiu dels Jocs del Sud-est Asiàtic de 1979.
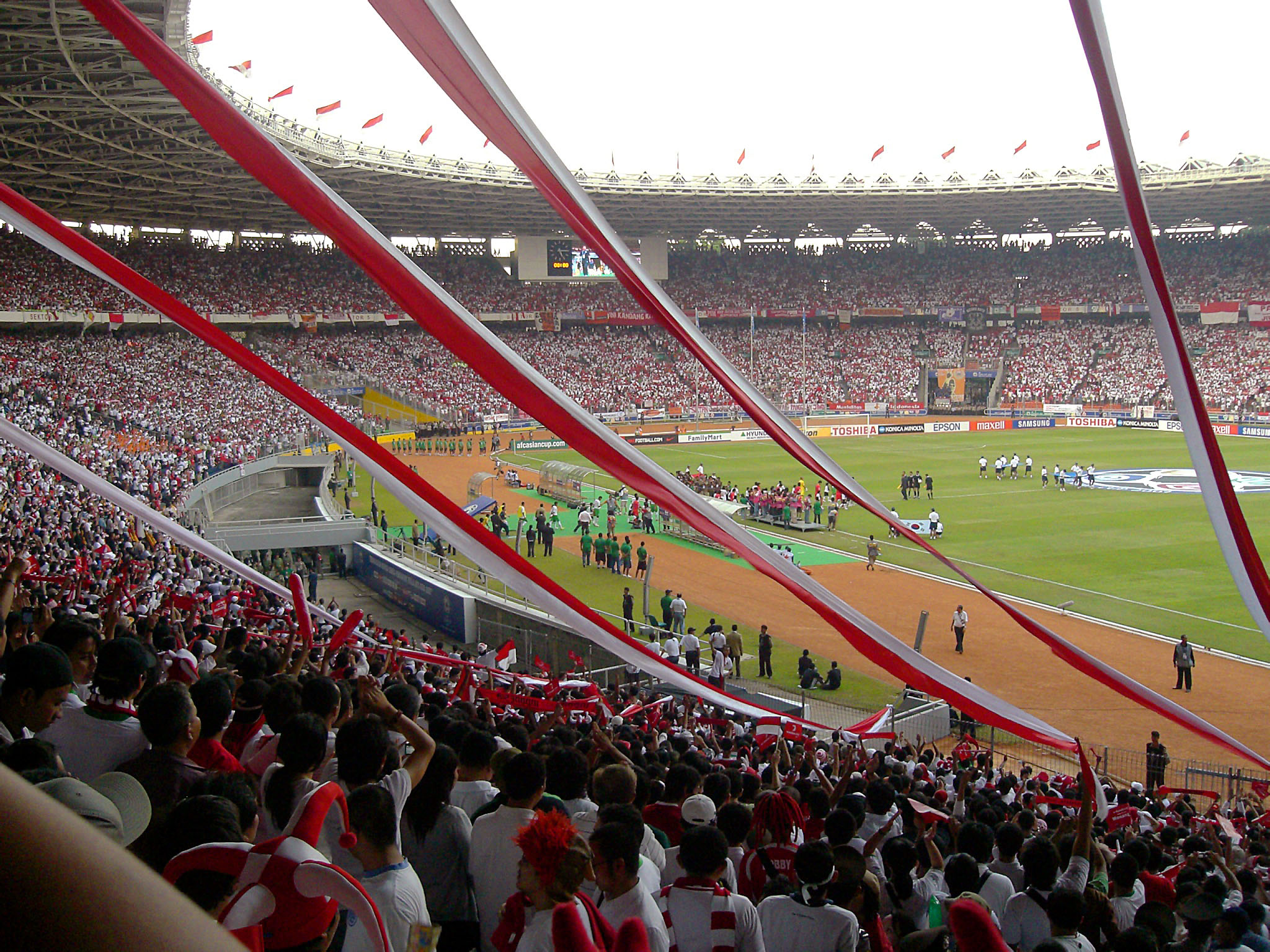
L'estadi GBK va acollir el partit de la Copa Asiàtica de 2007 (Indonèsia contra Corea del Sud).
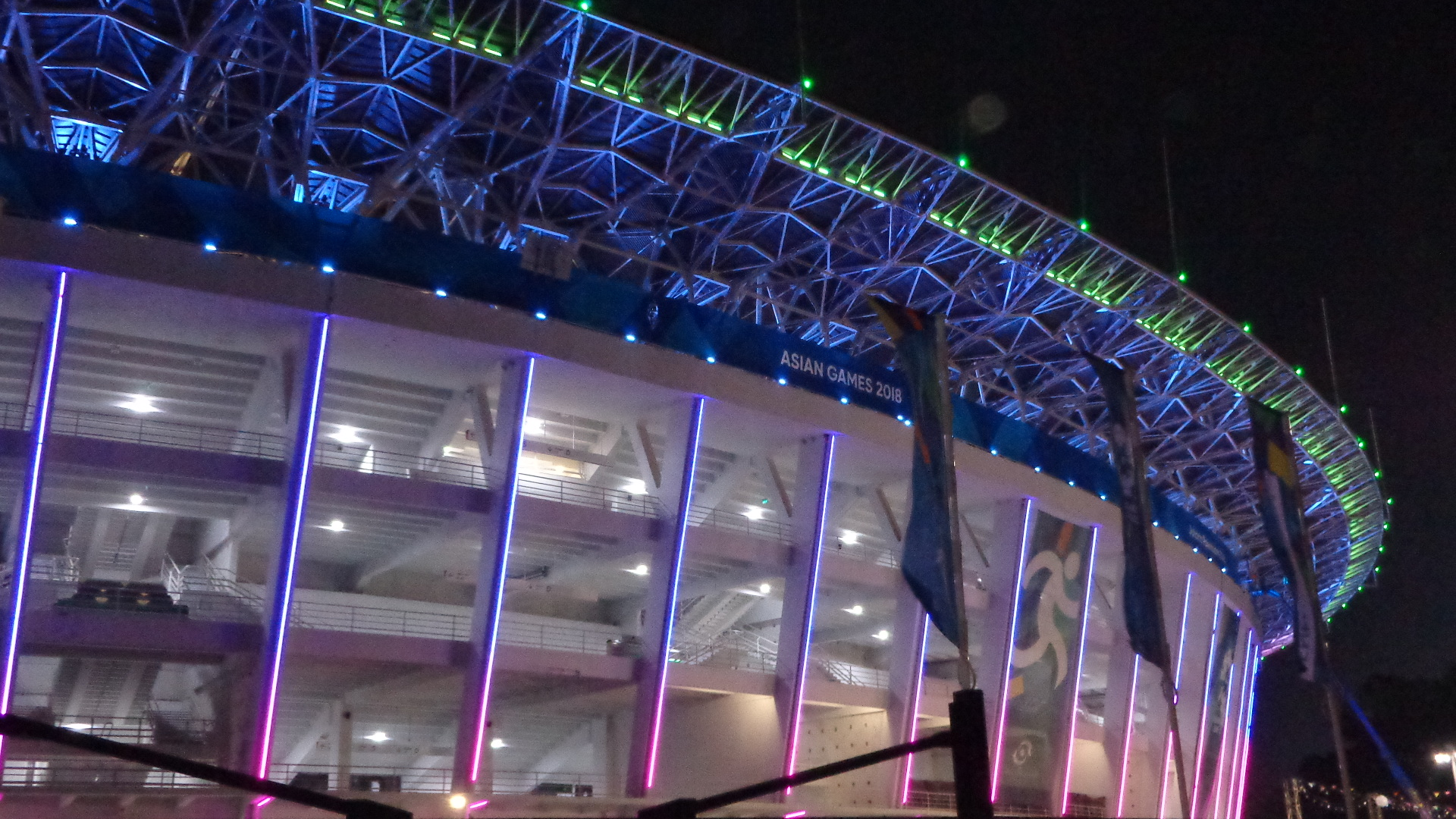
A la façana de l'estadi es va instal·lar un sistema d'il·luminació LED multicolor.
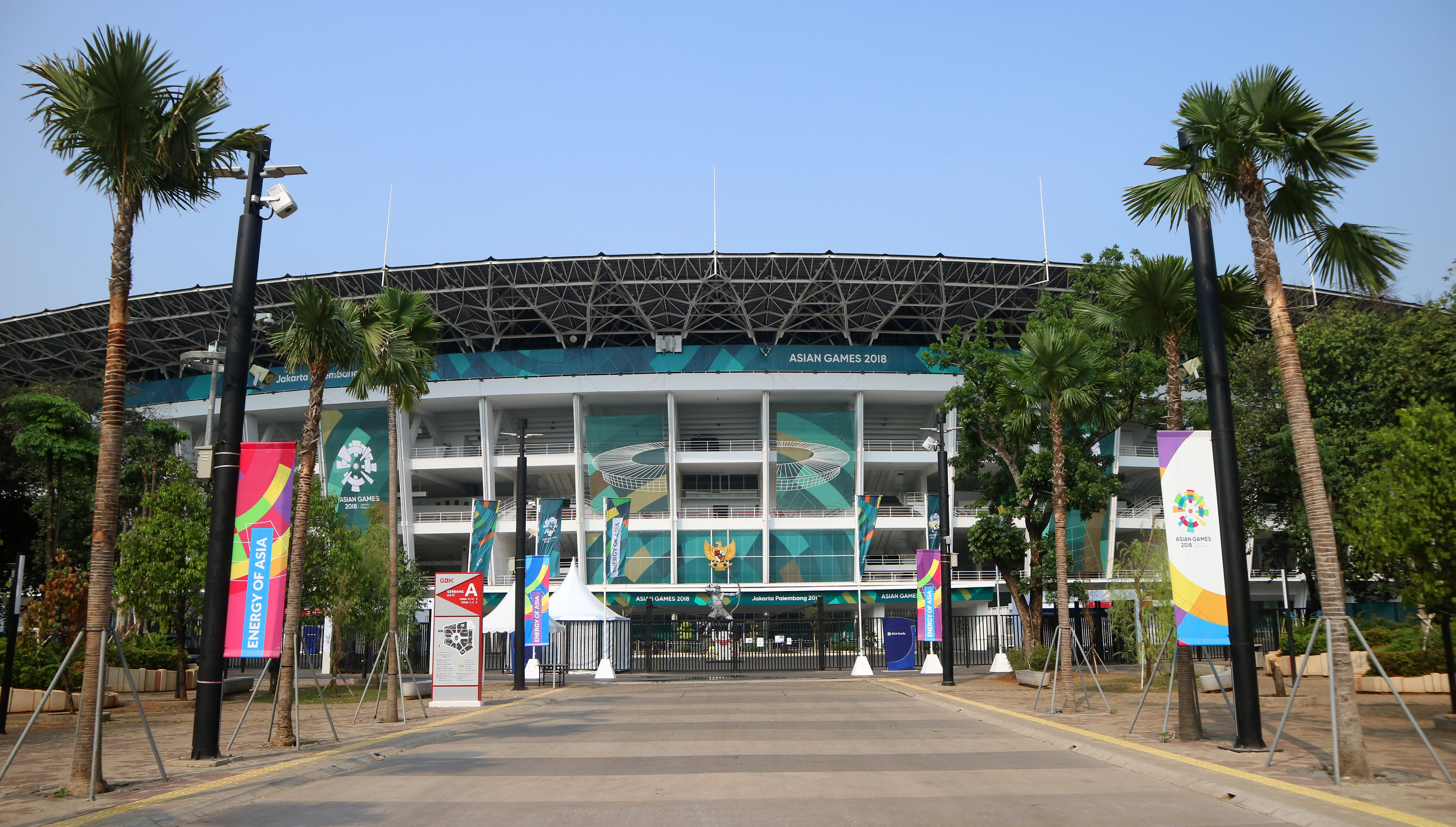
Plaça oest de l'estadi.
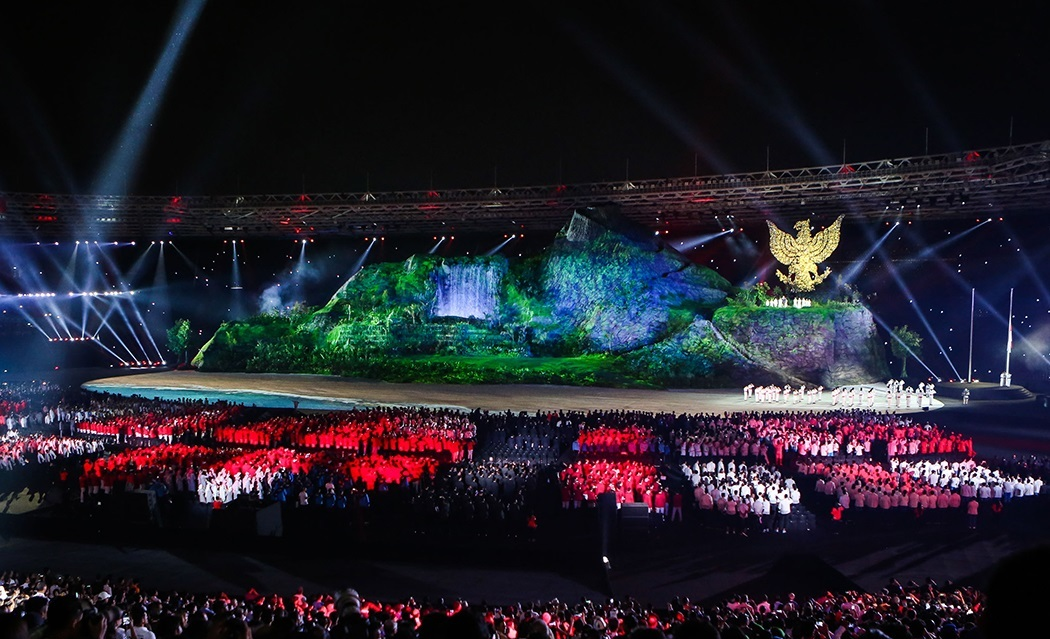
Durant la cerimònia d'obertura dels Jocs Asiàtics de 2018.
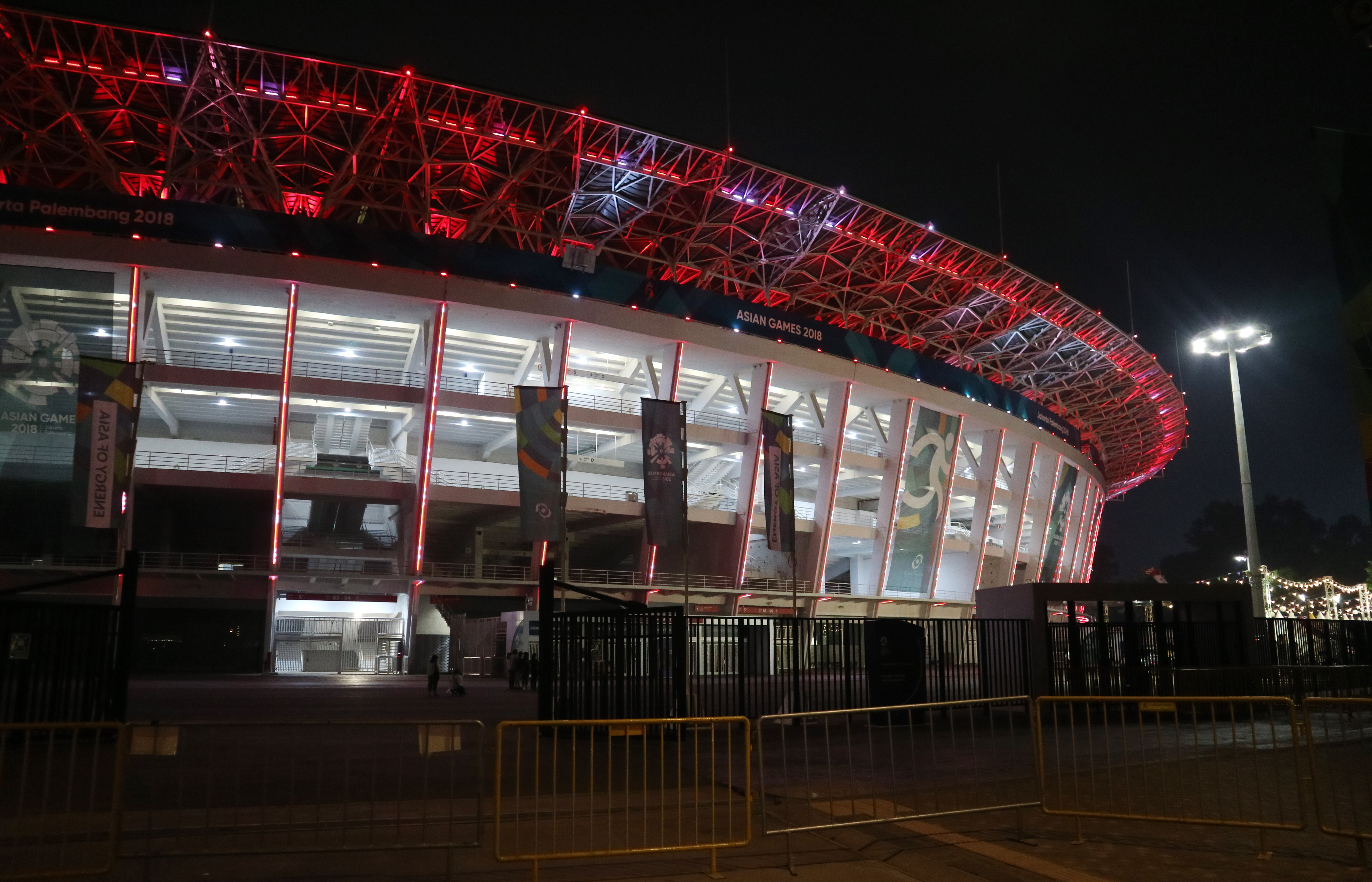
Estadi una nit dels Jocs Asiàtics de 2018.
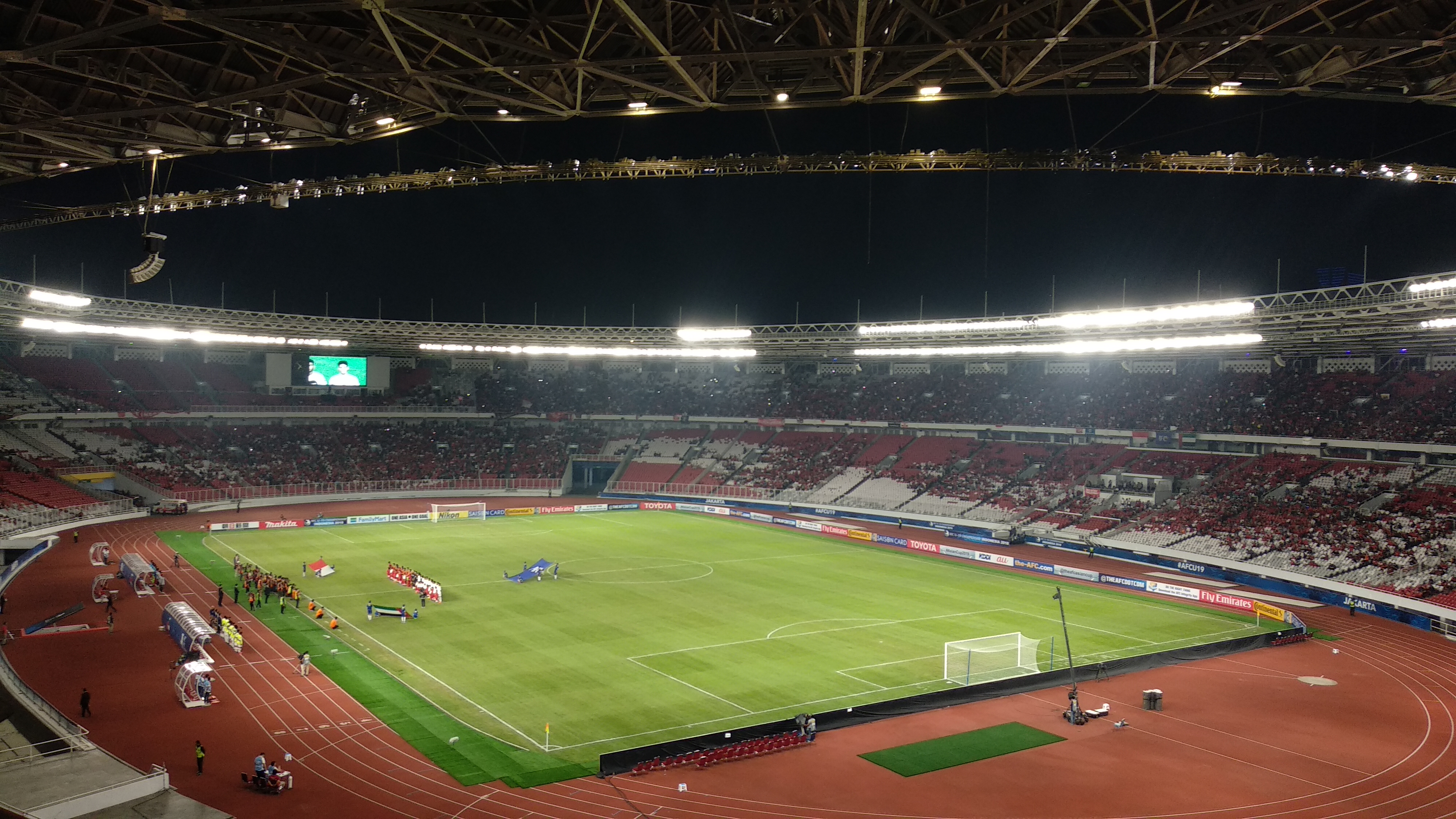
Durant el partit del Campionat Sub-19 de l'AFC 2018 entre Indonèsia i els Emirats Àrabs Units
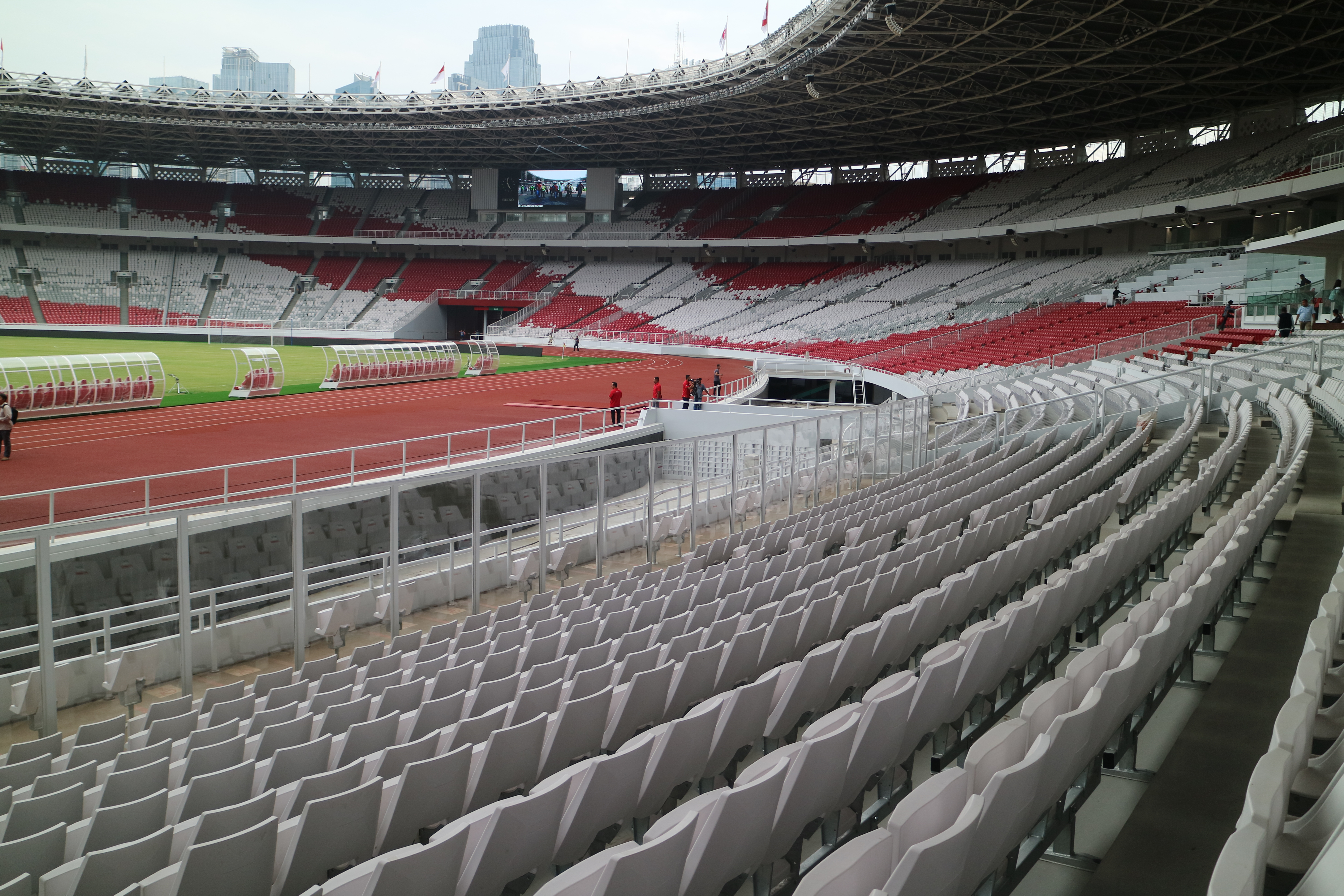
L'estadi amb nous seients, gener de 2018